# البهائية في الهند

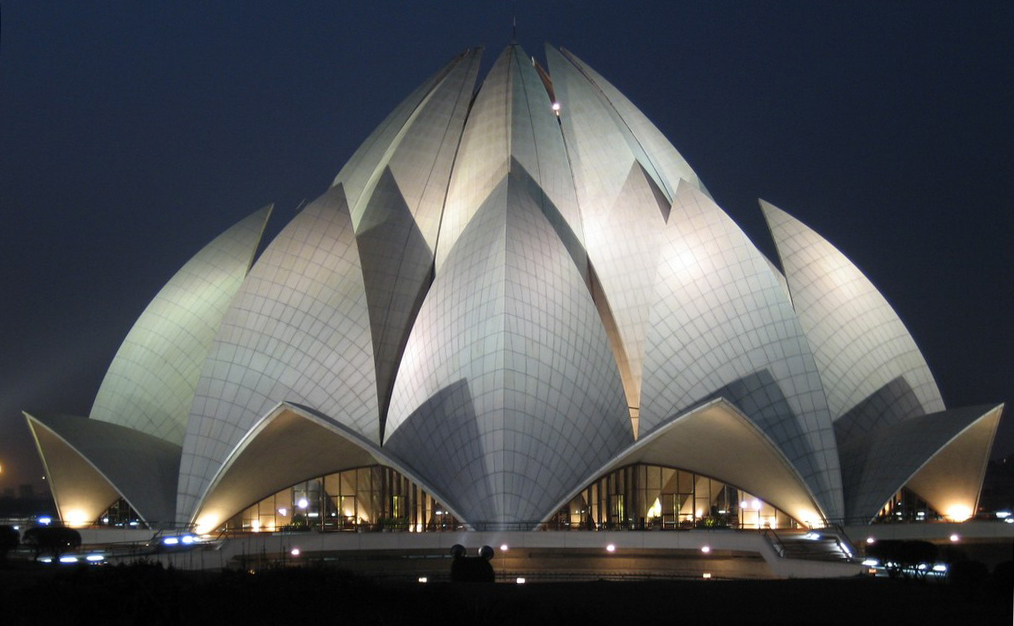
معبد اللوتس في دلهي أثناء الليل

تعتبر شبه القارة الهندية وتشمل حاليا عدة دول هي الدولة الفدرالية الهندية ودولة باكستان وبنغلاديش وجزيرة سريلانكا من أكبر التجمعات البشرية للوجود البهائي حول العالم. حسب العديد من الاحصائيات والتقديرات.
و حسب إحصائية قاعدة بيانات عالم الأديان World Religion Database للعام 2016م فإن الهند تحتل المرتبة الأولى في عدد البهائيين؛ إذ يبلغ مجموعهم في ولاياتها مليونَي نسمة سنة 2015م.